# 茂原長南インターチェンジ
茂原長南インターチェンジ（もばらちょうなんインターチェンジ）は、千葉県長生郡長南町千手堂にある、首都圏中央連絡自動車道（圏央道）のインターチェンジ。
長生郡長南町千手堂と千葉県茂原市石神地先に跨って設置されている。

## 歴史
- 2012年（平成24年）12月3日：当ICの名称が「茂原長南IC」で正式決定[1]。
- 2013年（平成25年）4月27日：東金IC/JCT - 木更津東IC間開通に伴い、供用開始[2]。

## 接続する道路
- 直接接続
  - C4首都圏中央連絡自動車道(103番)
  - 国道409号（茂原一宮道路）
    - 本来は千田交差点から一宮町までの道路であるが、未完成のため、当ICまでのアクセス道路及び市街地への迂回路として開通している[3]。

- 間接接続
  - 国道409号（房総横断道路）

## 周辺
長南町の中心に位置し、山林や農地が広がる一帯であり、長南町、長柄町の市街地、茂原市西部の住宅地・市街地や市役所等が近接する。また、名水百選『熊野の清水』や笠森寺（笠森観音）、茂原公園、ひめはるの里、藻原寺などの名所名跡に近い。
- 長南町役場
- 長柄町役場
- 茂原市役所
- 茂原駅（JR東日本・外房線）

## 隣
C4 首都圏中央連絡自動車道
(102)茂原北IC - (102-1)茂原長柄SIC - (103)茂原長南IC - (104)市原鶴舞IC